# Військово-повітряні сили Російської Федерації
Військово-повітряні сили Російської Федерації (ВПС Росії)  — вид Збройних Сил Російської Федерації. З 2015 року входять до Повітряно-космічних сил Росії. Призначені для ведення розвідки угруповань супротивника, забезпечення (стримування) в повітрі, захисту від ударів з повітря важливих військово-економічних районів (об'єктів) країни та угруповань військ, попередження про повітряний напад, ураження об'єктів, що становлять основу військового та військово-економічного потенціалу противника, підтримки з повітря Сухопутних військ і сил флоту, десантування повітряних десантів, перевезення військ та матеріальних засобів по повітрю.

## Історія
З 1910 року ВПС Російської імперії мали назву Імператорський військово-повітряний флот Росії та мали в своєму розпорядженні Станом на жовтень 1917 р. понад 300 з'єднань та частин, які включали 14 авіаційних дивізіонів, 91 авіазагін, Ескадру бомбардувальників «Ілля Муромець», що складалася з 4 бойових загонів, 87 повітроплавних загонів, 32 гідрозагони, 11 авіаційних та повітроплавних шкіл, дивізіон корабельної авіації, вісім авіапарків, а також поїзди-майстерні, авіабази, повітроплавні парки і так далі.
Чисельність особового складу повітряного флоту — до 35 000 солдат та офіцерів, авіапарк налічував близько 1500 літальних апаратів.
З 1922 по 1991 були у складі ВПС СРСР.
Сучасні ВПС Росії було сформовано після розпаду СРСР у 1991 році. Російська Федерація отримала одні з найпотужніших у світі повітряні сили, що володіють усіма сучасними зразками озброєння та стратегічною авіацією.

## Реформа 2008 року
З 2008 року ВПС Росії піддалися глибоким й масштабним перетворенням. Подібна реформа по підпорядкуванню ВПС та ППО військовим округам була проведена у 1978-86 роках у СРСР. Тоді були створені головні командування чотирьох напрямків: Західне (Польща), Південно-Західне (Молдавія), Південне (Закавказзя) і Східне (Далекий Схід). Витрати на реформу склали близько 15 мільярдів радянських карбованців. У 1986 році нова структура була визнана неспроможною і піддалася зворотній реорганізації.
У 2009 році розпочатий перехід ВПС Росії до нової організаційної структури: оперативних командувань, авіабаз та бригад повітряно-космічної оборони (зенітно-ракетних і протиракетних).
Чотири командування (колишні армії ВПС і ППО) тепер дислоковані в Санкт-Петербурзі, Новосибірську, Хабаровську і Ростові-на-Дону, крім цього збережеться командування дальньої авіації (колишня 37-ма повітряна армія) і командування військово-транспортної авіації (колишня 61- я повітряна армія), а також оперативно-стратегічне командування Повітряно-Космічної Оборони (колишнє командування спеціального призначення ВПС, що включає протиракетну оборону).
Чотири командування створені за територіальним принципом, замінили 6-ть колишніх армій ВПС й ППО, що підпорядковувалися шести відповідним військовим округам. Хоча в цілому система відповідності військовим округам залишилася, однак у ряді випадків було проведено об'єднання сил колишніх армій ВПС і ППО, або частковий перерозподіл зон відповідальності.
Проведена модернізація 8 найбільших аеродромів ВПС Росії, так само командування ВПС повернулося до системи базування - 1 аеродром 1 авіаполк.
У 2010 року 4-и командування підпорядкували 4-ьом новоствореним військовим округам:
- 1-ше Ленінградське Червонопрапорне командування ВПС і ППО - підпорядковане Західному військовому округу. Створено на основі 6-ї Ленінградської Червонопрапорної армії ВПС і ППО (Ленінградський військовий округ). Крім того, в зону відповідальності командування перейшла частина західної території Московського військового округу і вся ударна авіація колишньої 16-ї повітряної армії.
- 2-ге командування ВПС і ППО - підпорядковане Центральному військовому округу. Створено на основі 14-ї армії ВПС і ППО (Сибірський військовий округ).
- 3-тє Червонопрапорне командування ВПС і ППО - підпорядковане Східному військовому округу. Створено на основі 11-ї Червонопрапорної армії ВПС і ППО (Далекосхідний військовий округ, що включає територію колишнього Забайкальського військового округу).
- 4-те командування ВПС і ППО - підпорядкований Південному військовому округу. Створено на основі двох армій ВПС і ППО - 4-ї (Північно-Кавказький військовий округ) та 5-ї (Приволзько-Уральський військовий округ), поширюючи тим самим свою відповідальність на величезну територію трьох колишніх радянських військових округів.

## Сучасна структура ВПС Росії

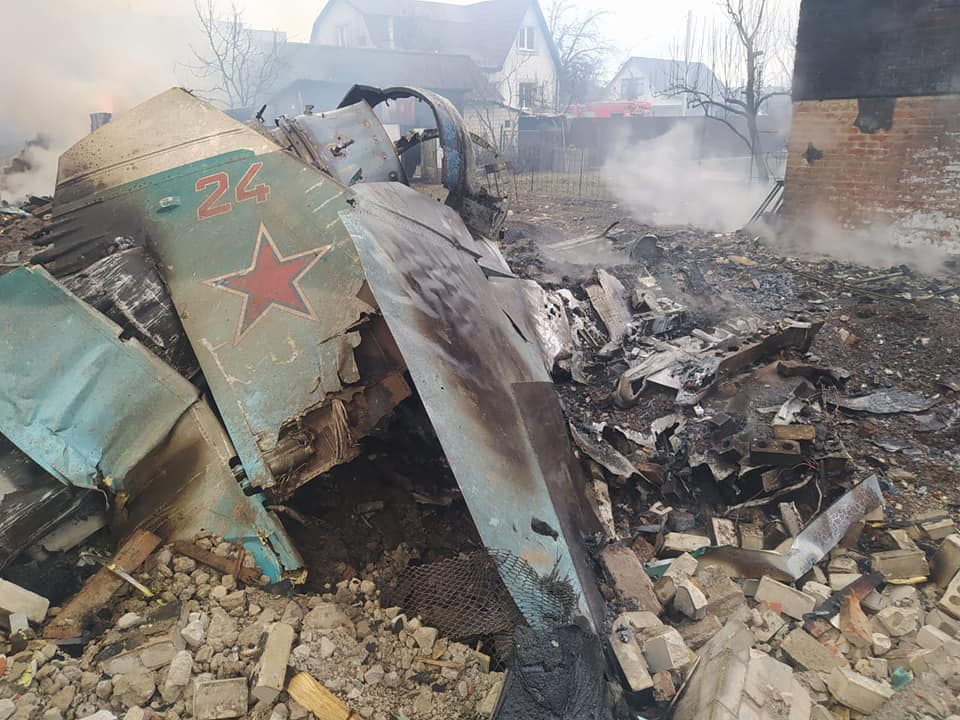
Збитий російський Су-34 в Чернігові 5 березня 2022

- 1-ше командування ВПС і ППО - підпорядковане Західному військовому округу. Командування у Санкт-Петербурзі.
- 2-ге командування ВПС і ППО - підпорядковане Центральному військовому округу. Командування у Новосибірську.
  - 48-ма авіаційна база армійської авіації (в/ч 45123) —  Кам'янськ-Уральський.
- 11-та армія ВПС і ППО - підпорядковане Східному військовому округу. Командування у Хабаровську.
  - 25-та дивізія ППО
- 4-та армія ВПС і ППО - підпорядкований Південному військовому округу. Командування у Ростові-на-Дону.

## Склад
ВПС Росії має на озброєнні такі літаки, вертольоти та зенітно-ракетні комплекси:
| Призначення, найменування                          | Кількість в регулярних ВПС | Кількість в резерві ВВС | Загальна кількість | Кількість поставлених машин                             |
| -------------------------------------------------- | -------------------------- | ----------------------- | ------------------ | ------------------------------------------------------- |
| Стратегічна та далека авіація:                     | 204                        | 90                      | 294                |                                                         |
| Ту-22М3                                            | 124                        | 90                      | 214                |                                                         |
| Ту-95МС6/Ту-95МС16                                 | 32/32                      |                         | 64                 |                                                         |
| Ту-160                                             | 16                         |                         | 16                 |                                                         |
| Фронтова авіація:                                  | 655                        | 301                     | 956                | 39                                                      |
| Су-25/Су-25СМ                                      | 241/40                     | 100                     | 381                |                                                         |
| Су-24/Су-24М/Су-24м2                               | 0/335/40                   | 201/0/0                 | 566                | 0                                                       |
| Су-34                                              | 70                         |                         | 70                 | 124 до 2020                                             |
| Винищувальна авіація:                              | 784                        | 600                     | 1282               | 66                                                      |
| МіГ-29/МіГ-29СМТ/УБТ                               | 242/34                     | 300                     | 570                |                                                         |
| МіГ-31/МіГ-31БМ                                    | 252                        | 48                      | 300                |                                                         |
| Су-27/Су-27СМ/Су-27СМ2/СМ3                         | 252/101                    | 100                     | 406                | 0/0/0                                                   |
| Су-30/Су-30м2/Су-30СМ                              | 5/16/112                   |                         | 12                 | 0/0/112                                                 |
| Су-35С                                             | 36                         |                         | 36                 | 48                                                      |
| Бойові вертольоти:                                 | 1328                       |                         | 1331               | 1331                                                    |
| Ка-50                                              | 8                          |                         | 8                  | 5                                                       |
| Ка-52                                              | 78                         |                         | 78                 | 140 до 2020                                             |
| Мі-24П/Мі-24ПН/Мі-24ВП-М                           | 592/28/0                   |                         | 620                | 0/0/22                                                  |
| Мі-28Н                                             | 98                         |                         | 98                 | 97 до 2014                                              |
| Мі-35М                                             | 49                         |                         | 49                 |                                                         |
| Мі-8/Мі-8АМТШ/Мі-8МТВ-5                            | 600/~28/~30                |                         | 610                | 0/12/18                                                 |
| Мі-26                                              | 28                         |                         |                    | 18 до 2014                                              |
| Ка-60                                              | 7                          |                         | 7                  |                                                         |
| Розвідувальна авіація:                             | 150                        |                         | 150                |                                                         |
| Су-24МР                                            | 100                        |                         | 100                |                                                         |
| МіГ-25                                             | 30                         |                         | 30                 |                                                         |
| A-50/A-50У                                         | 11/1                       | 8                       | 20                 |                                                         |
| Транспортна авіація та танкери:                    | 284                        |                         | 284                | 60                                                      |
| Іл-76                                              | 210                        |                         | 210                | 39 Іл-76МД-90А до 2020                                  |
| Ан-22 «Антей»                                      | 12                         |                         | 12                 |                                                         |
| Ан-72                                              | 20                         |                         | 20                 |                                                         |
| Ан-70                                              |                            |                         | 0                  | було заплановано 60 шт. до 2020р., але поставлено 0 шт. |
| Ан-124 «Руслан»                                    | 22                         |                         | 22                 |                                                         |
| Іл-78                                              | 20                         |                         | 20                 |                                                         |
| Зенітно-ракетні війська: (ПУ)                      | 2140                       |                         | 2140               |                                                         |
| С-300ПС (С-300ПМ)                                  | 1900                       |                         | 1900               |                                                         |
| С-300/С-300В4                                      | 200 ПУ                     |                         | 200 ПУ             | 0/?                                                     |
| С-400                                              | 72 ПУ                      |                         | 72 ПУ              | 384 ПУ (до 2020 р)                                      |
| навчально-тренувальна та навчально-бойова авіація: | >980                       |                         | 980                | 12                                                      |
| МіГ-29УБ/ МіГ-29УБТ                                | ?/6                        |                         |                    |                                                         |
| Су-27УБ                                            |                            |                         |                    |                                                         |
| Ту-134УБЛ                                          |                            |                         |                    |                                                         |
| Л-39 «Альбатрос»                                   | 336                        |                         | 336                |                                                         |
| Як-130                                             | 29                         |                         | 29                 | 55 до 2017                                              |
| Ансат-У                                            | 19                         |                         | 19                 | 40                                                      |
| Ка-226                                             | 9                          |                         | 36                 | 6                                                       |

## Еволюція розпізнавальних знаків

Розпізнавальний знак авіації Російській імперії в 1915-1918 роках та Білої армії в 1918-1922 рр.
Розпізнавальний знак авіації Червоної армії в 1918-1943 роках (варіант)
Розпізнавальний знак авіації ВПС Російської Федерації (в 2010-2013 роках)
Розпізнавальний знак авіації ЗС СРСР (з 1943 року) та Російської Федерації (в 1992-2010 роках та до березня 2013 року) Розпізнавальний знак ВПС Республіки Білорусь
Розпізнавальний знак повітряних суден поліції та митної служби (з березня 2010 року)

## Галерея

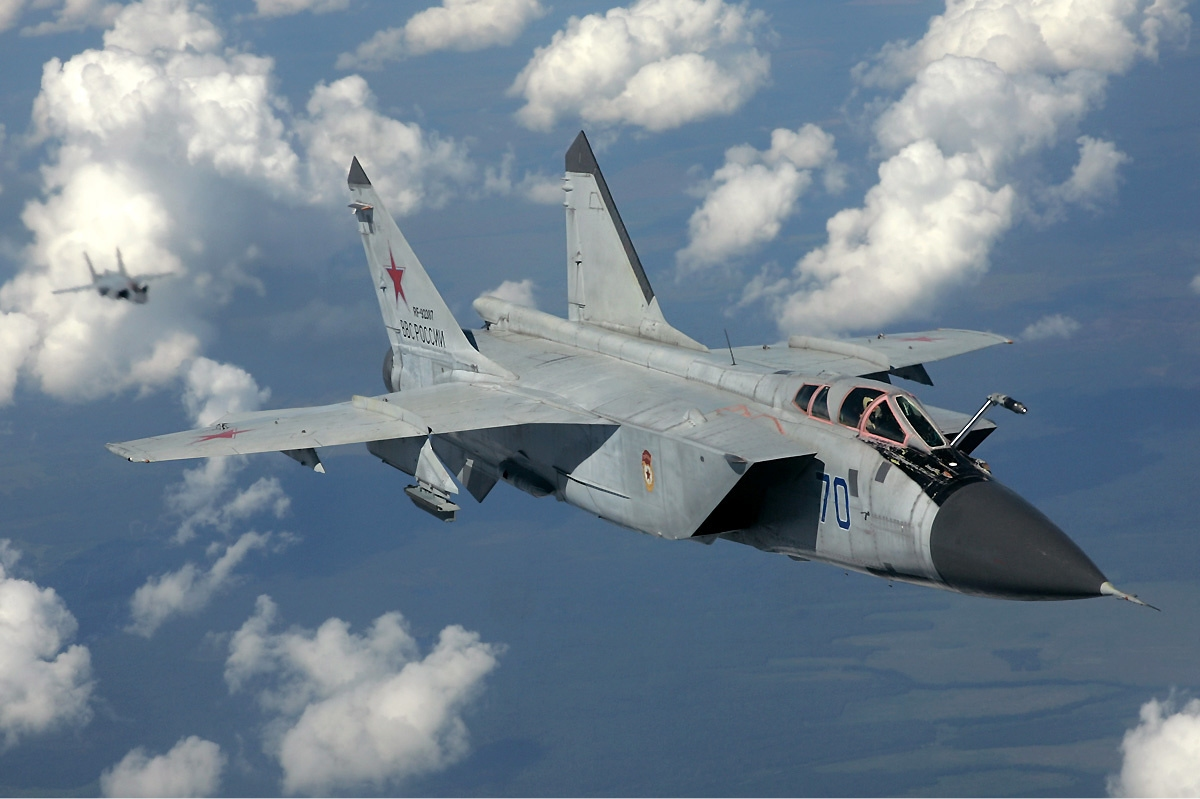
МіГ-31БМ
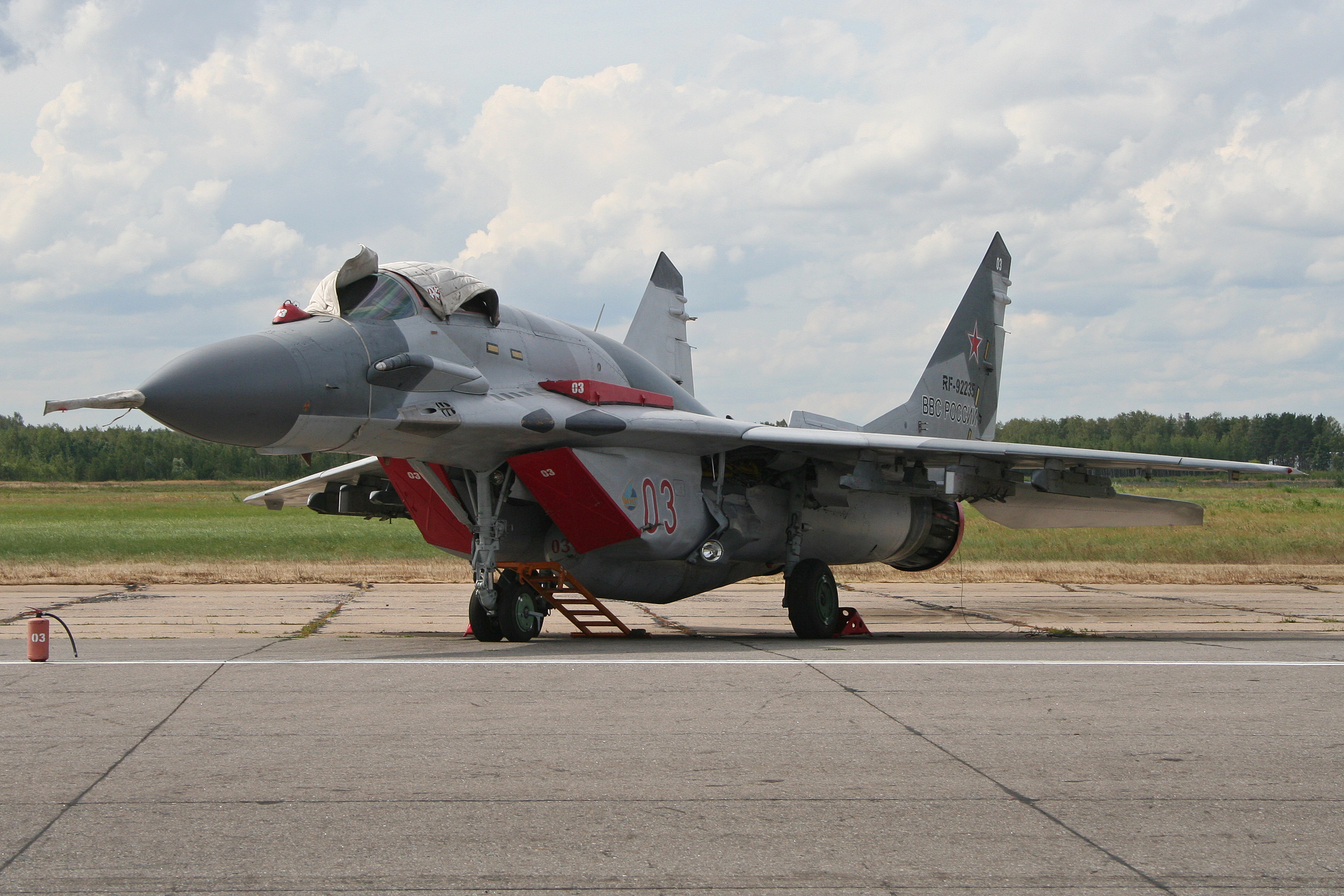
МіГ-29СМТ
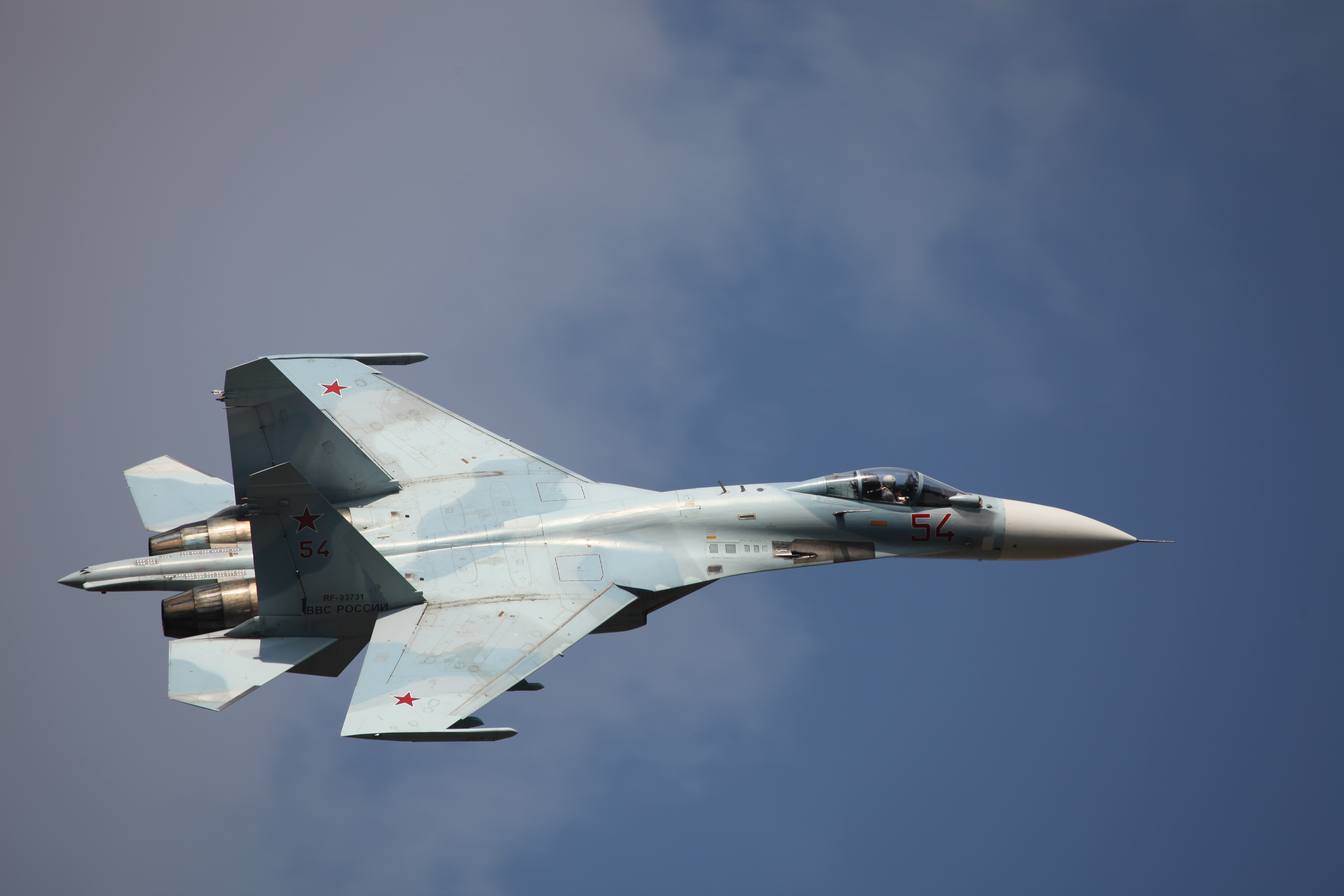
Су-27СМ3
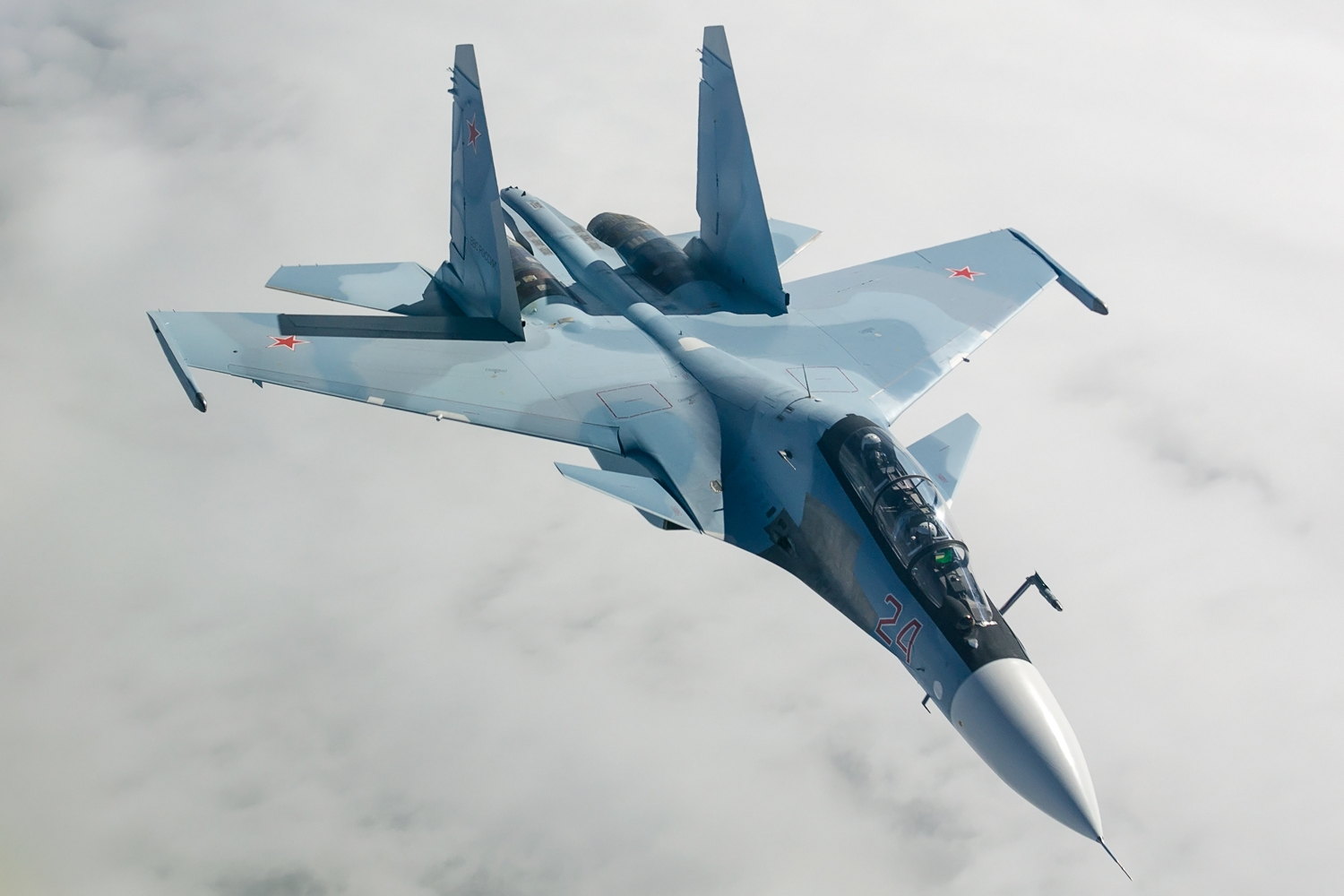
Су-30СМ
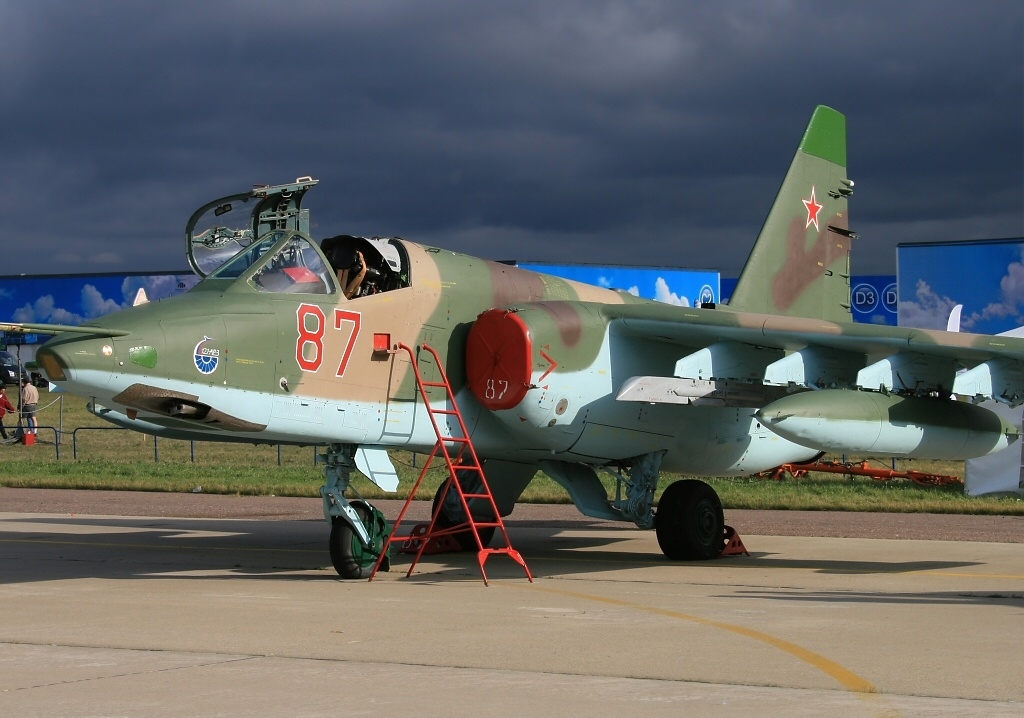
Су-25СМ
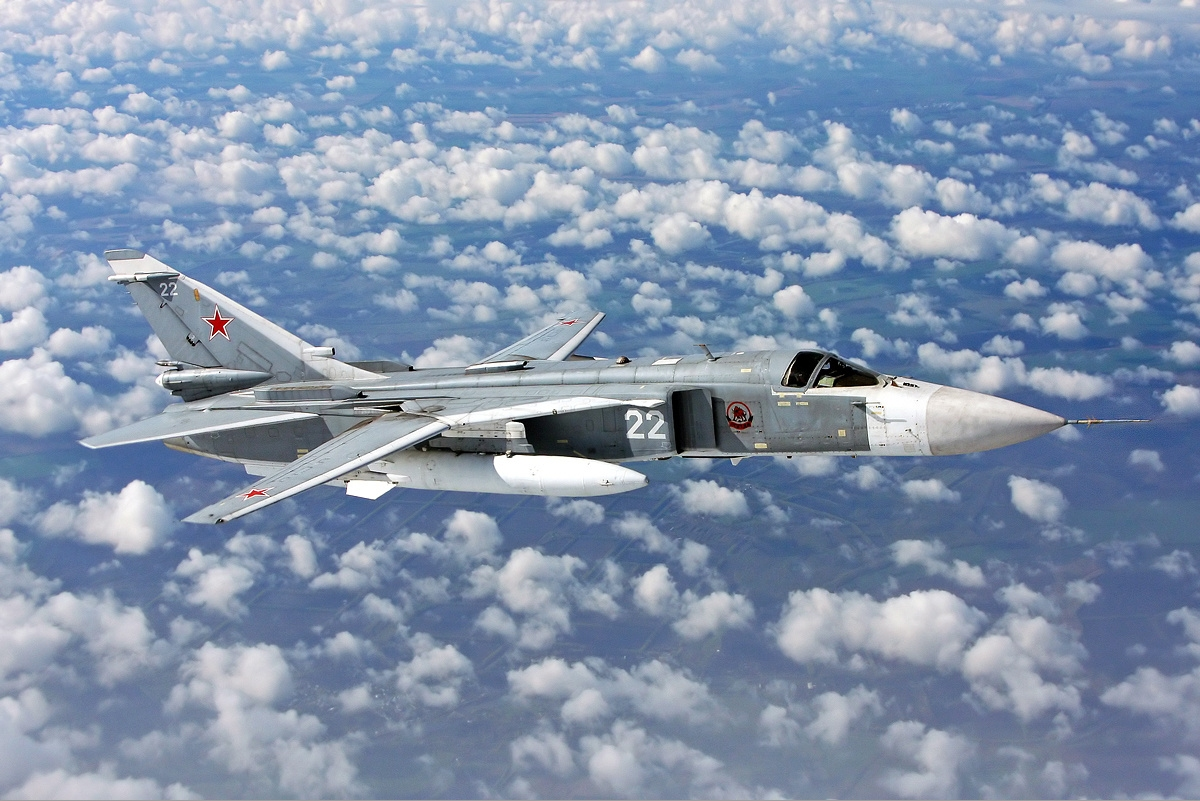
Су-24М
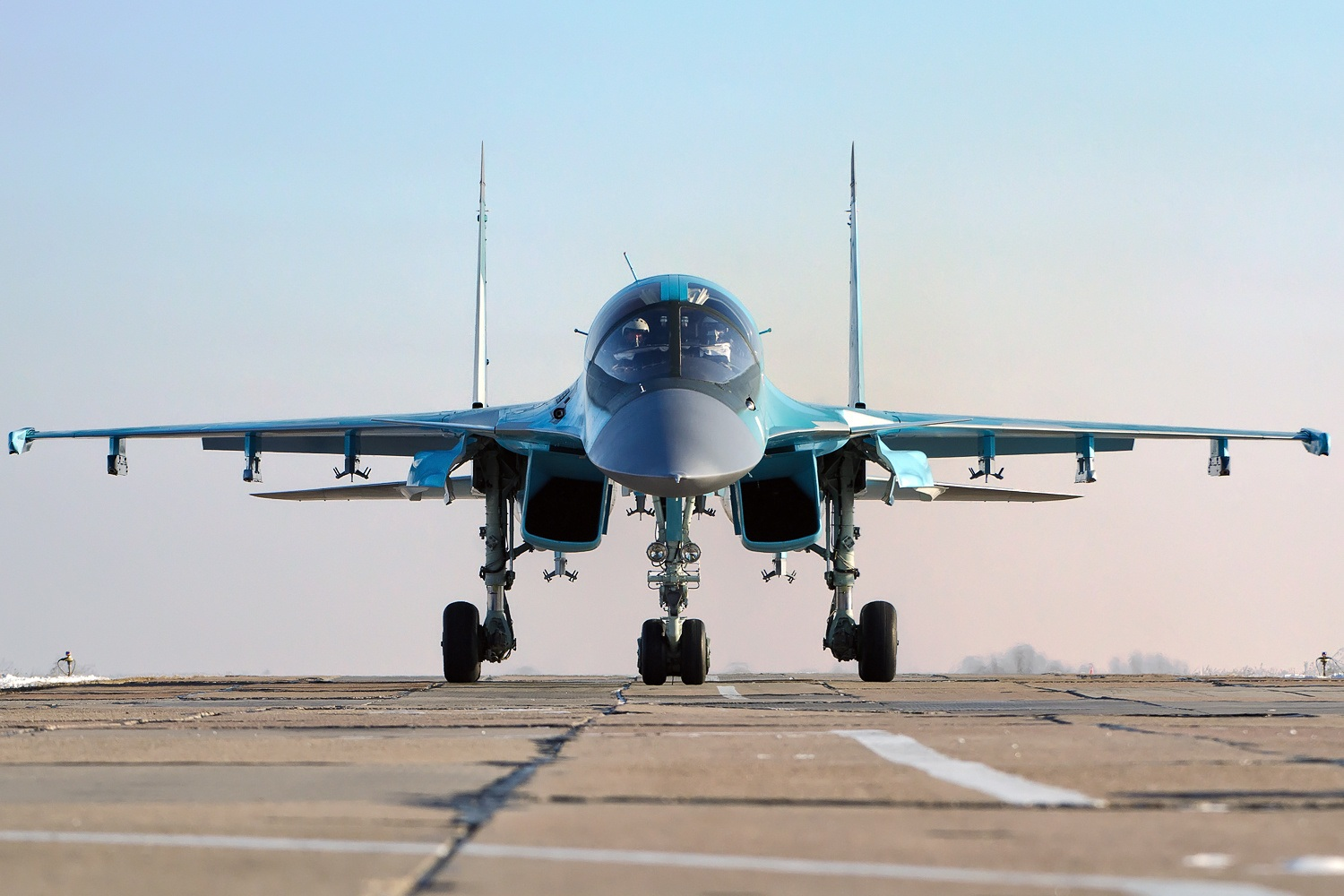
Су-34
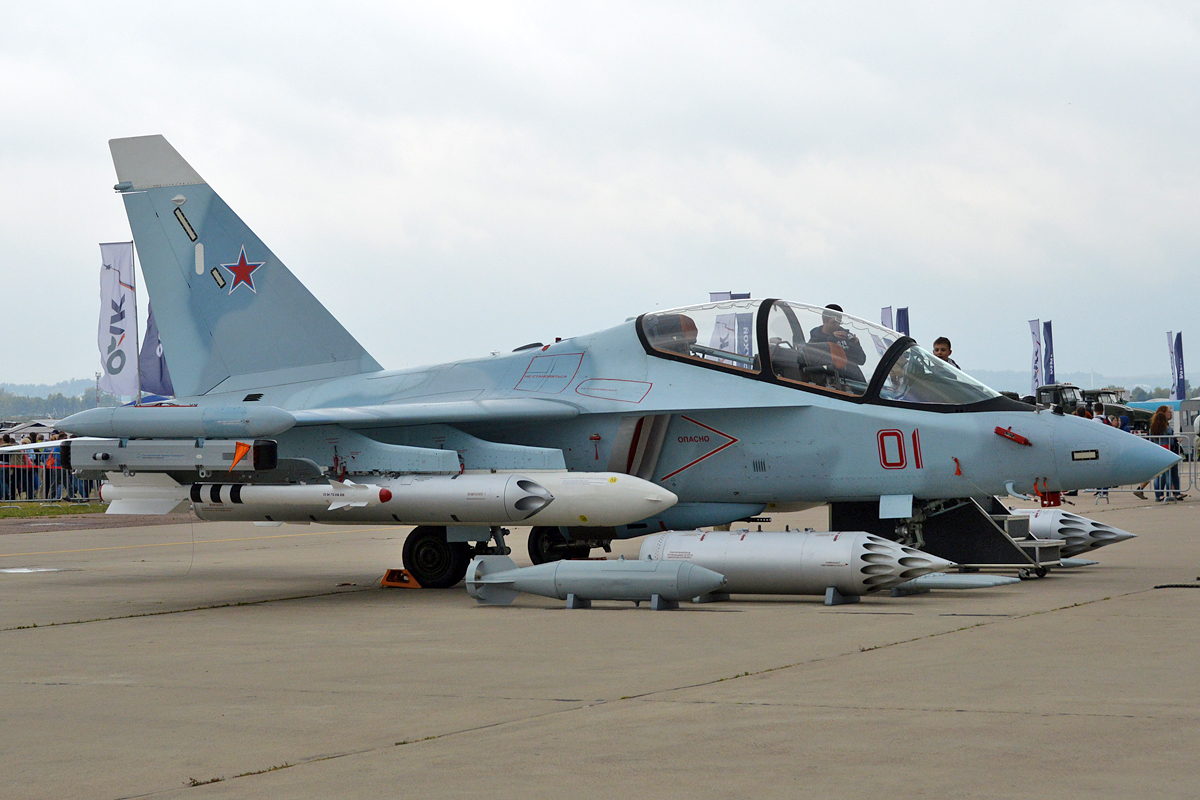
Як-130
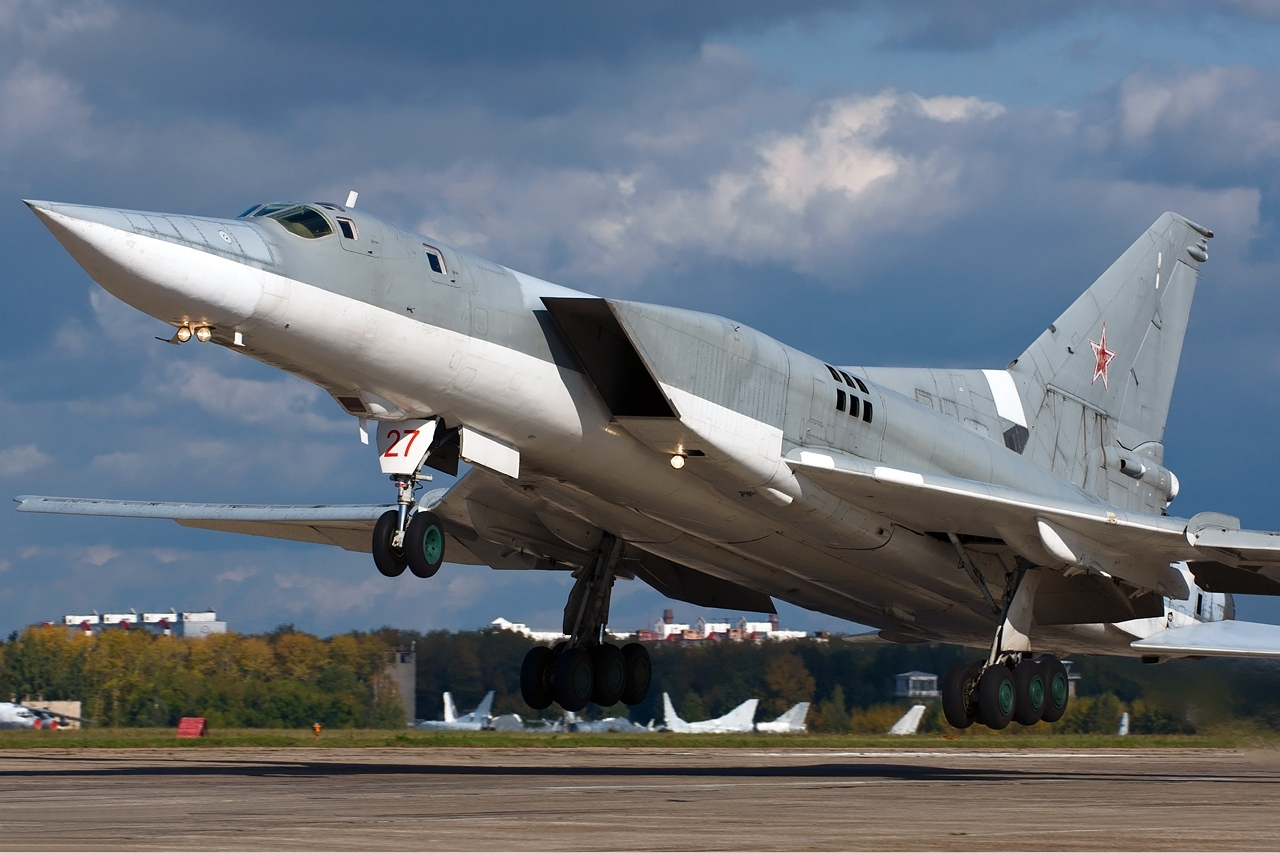
Ту-22М3
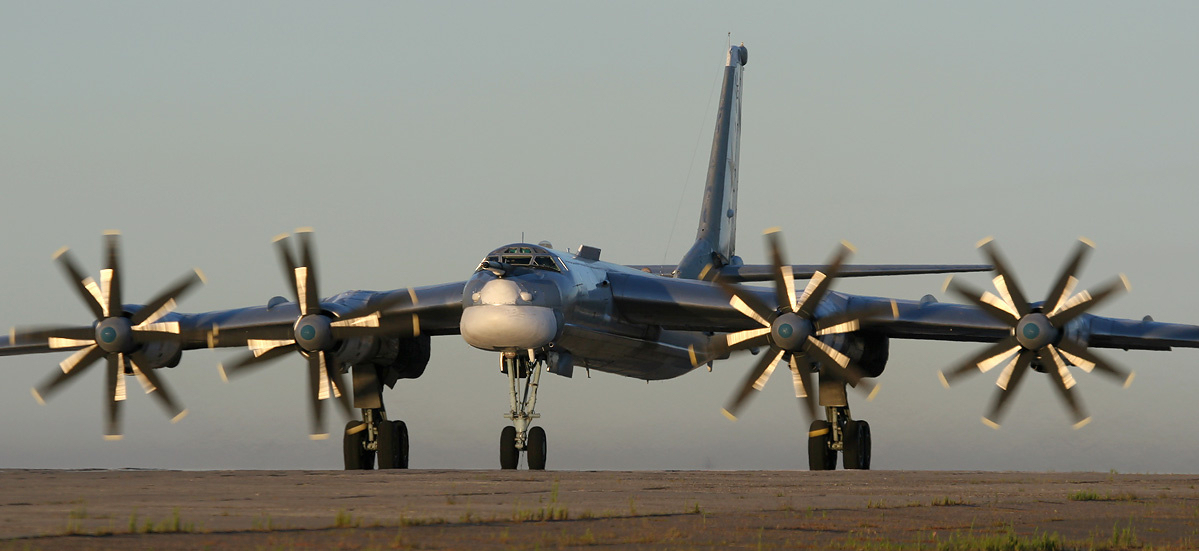
Ту-95МС
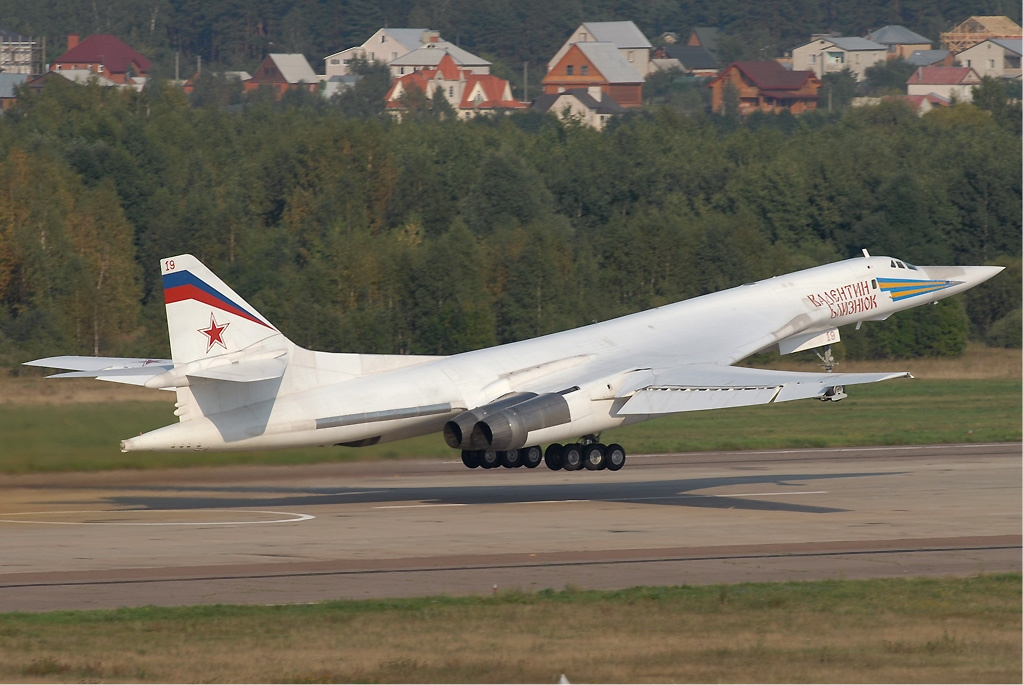
Ту-160
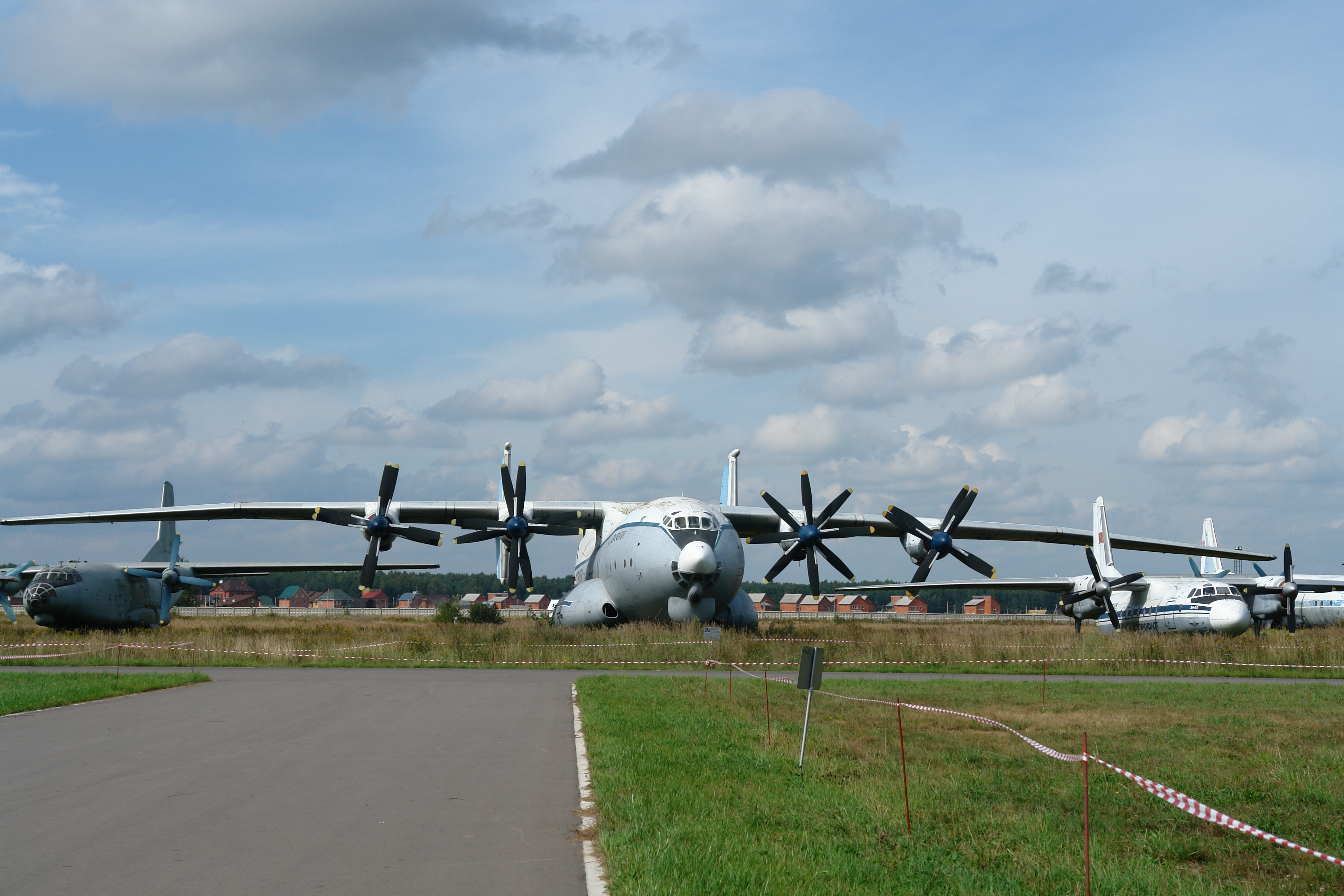
Ан-22 «Антей»
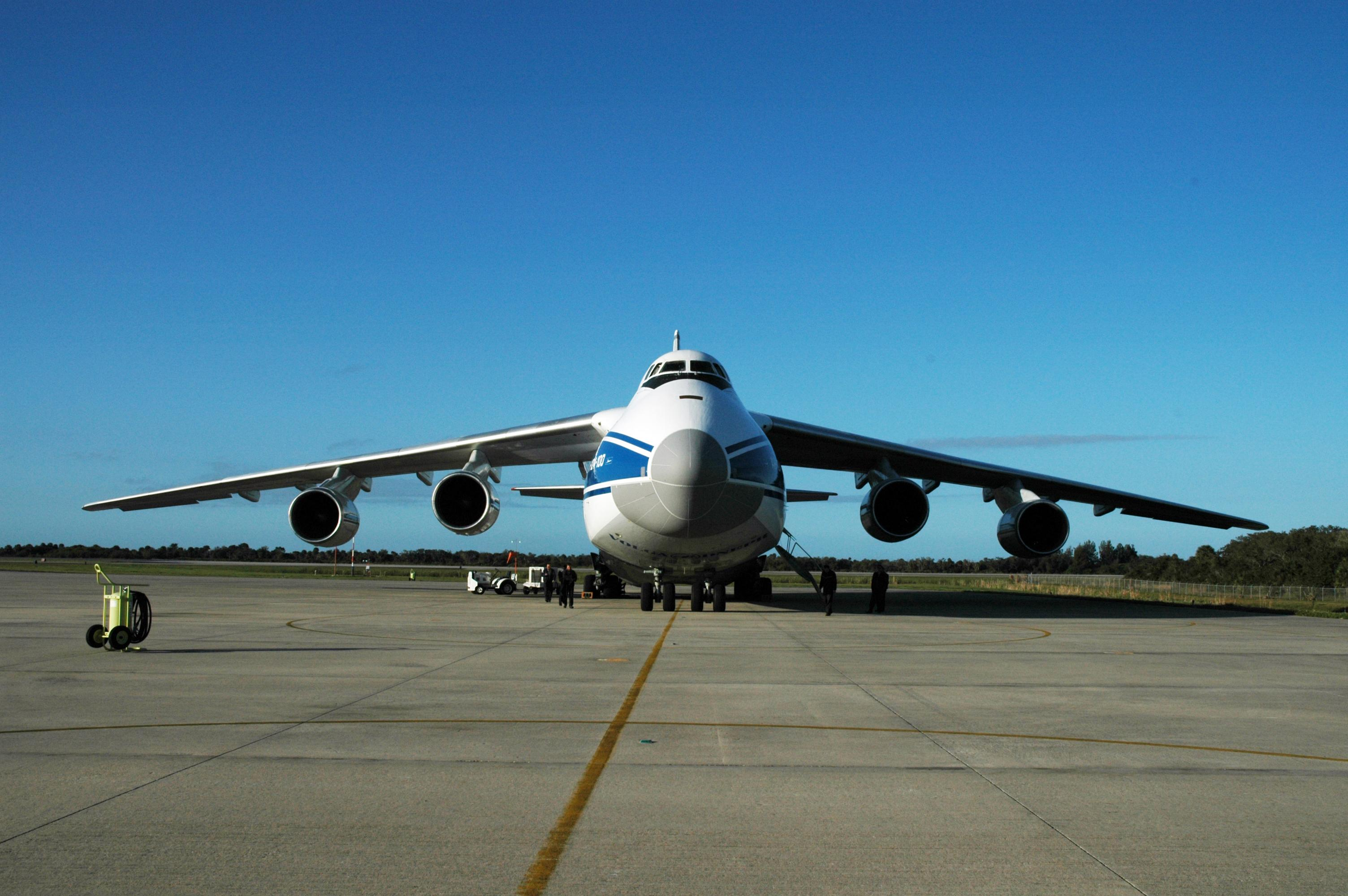
Ан-124 «Руслан»
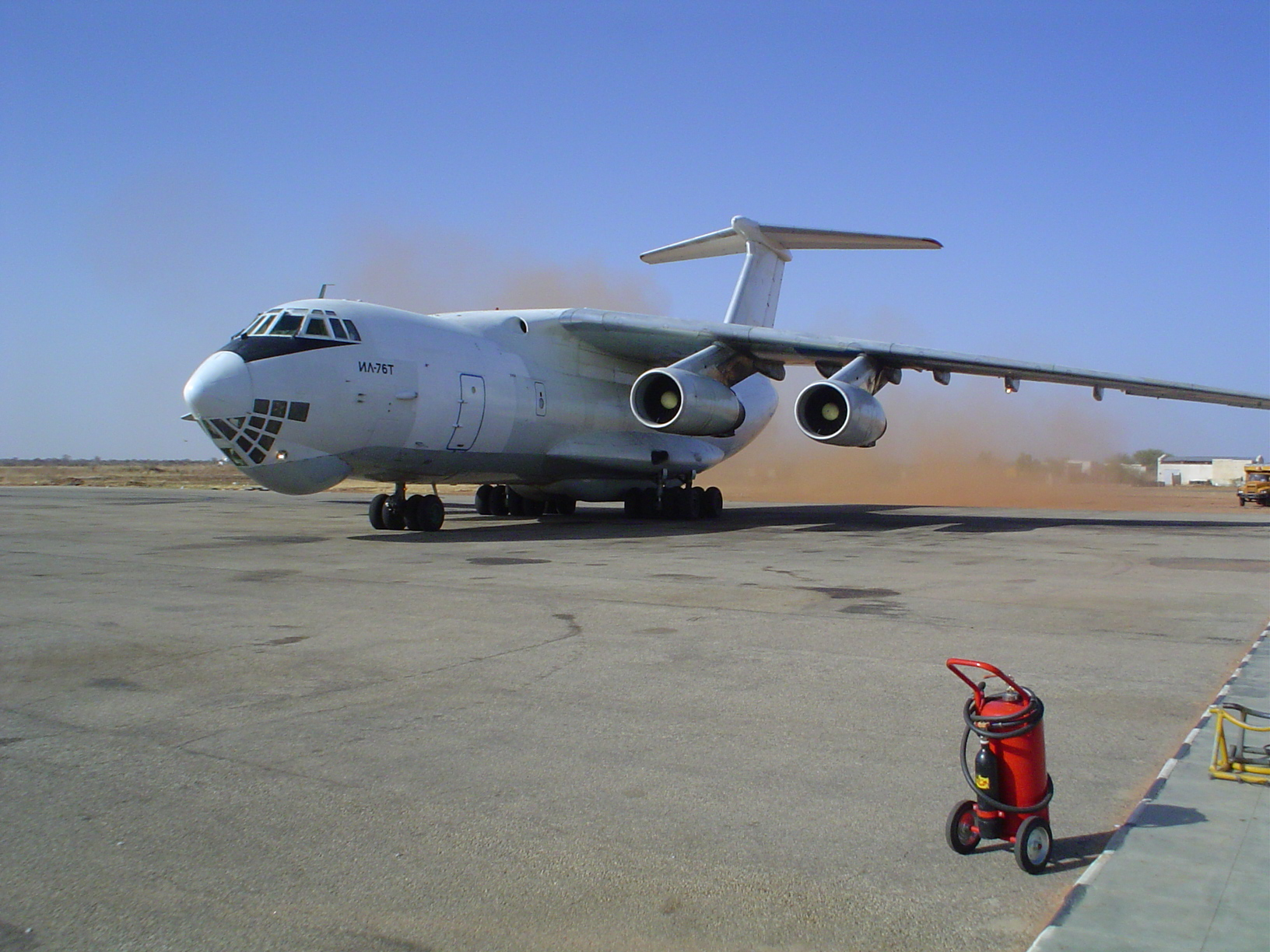
Іл-76МД
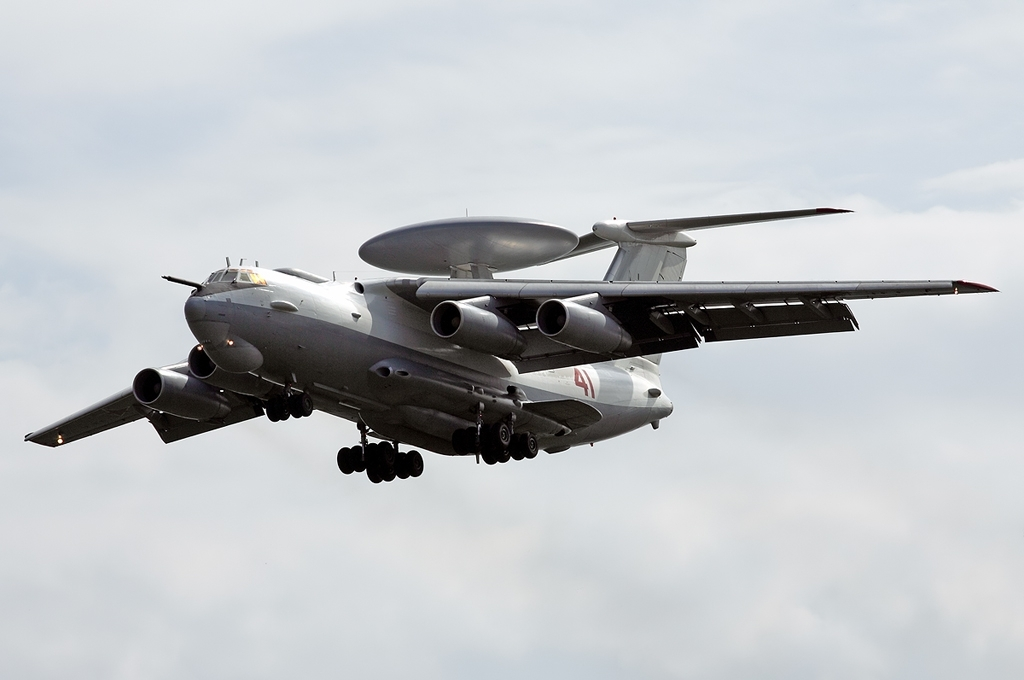
А-50У
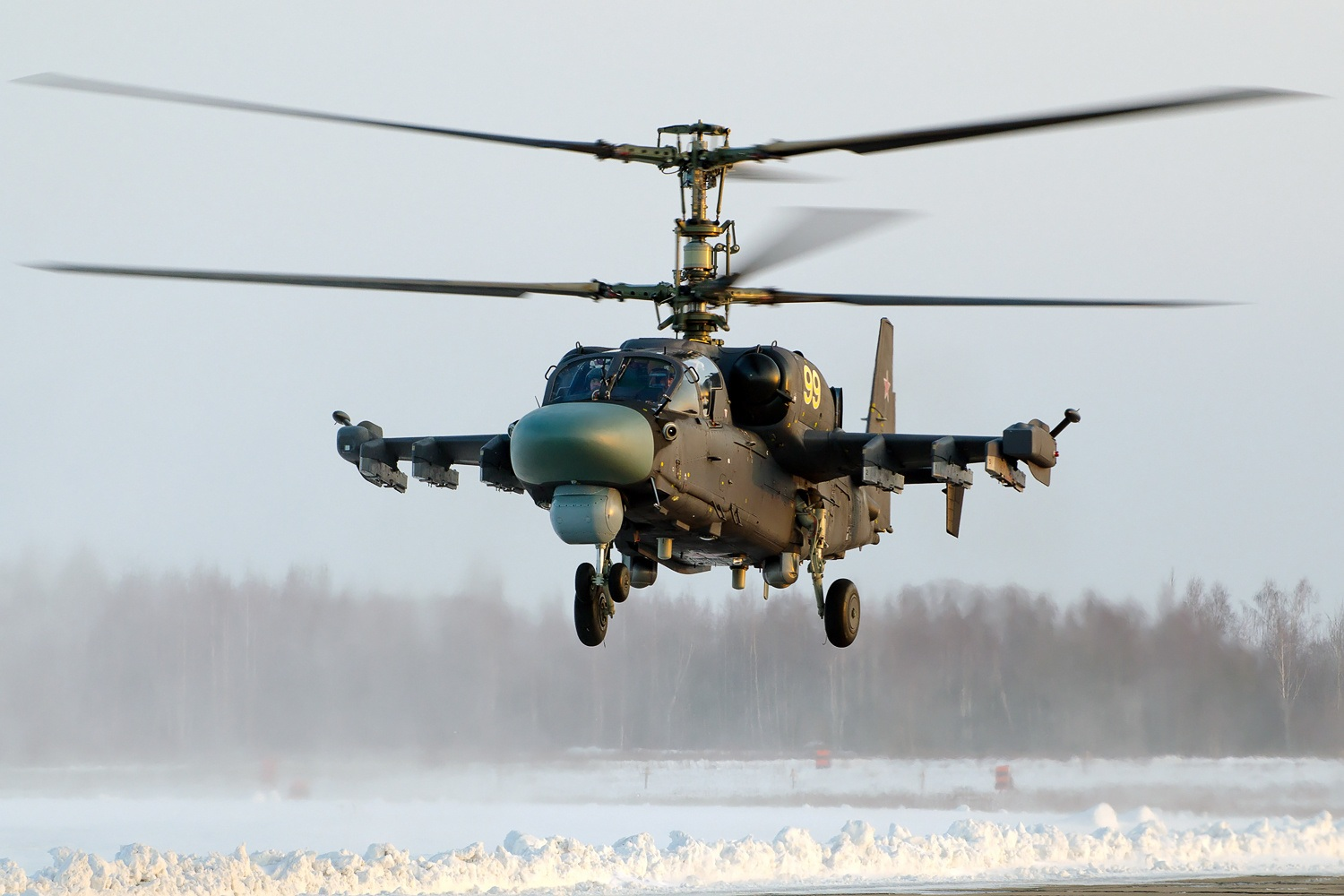
Ка-52
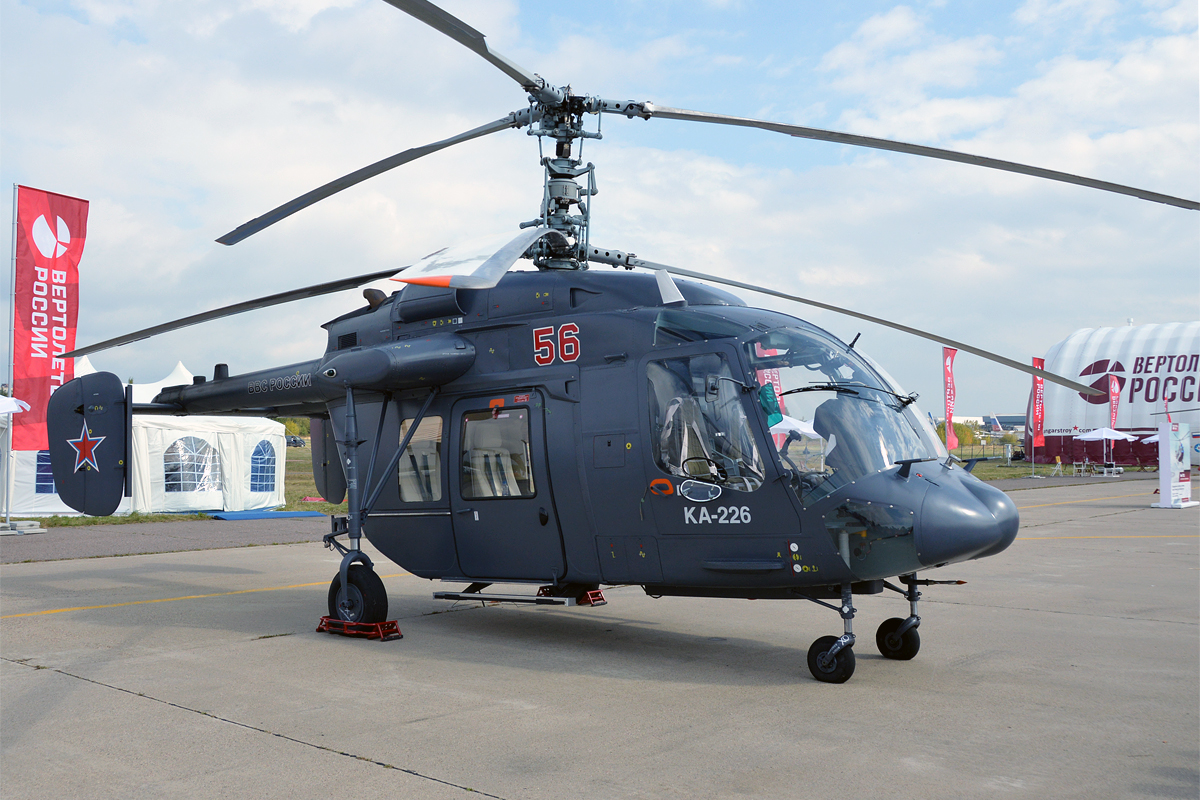
Ka-226
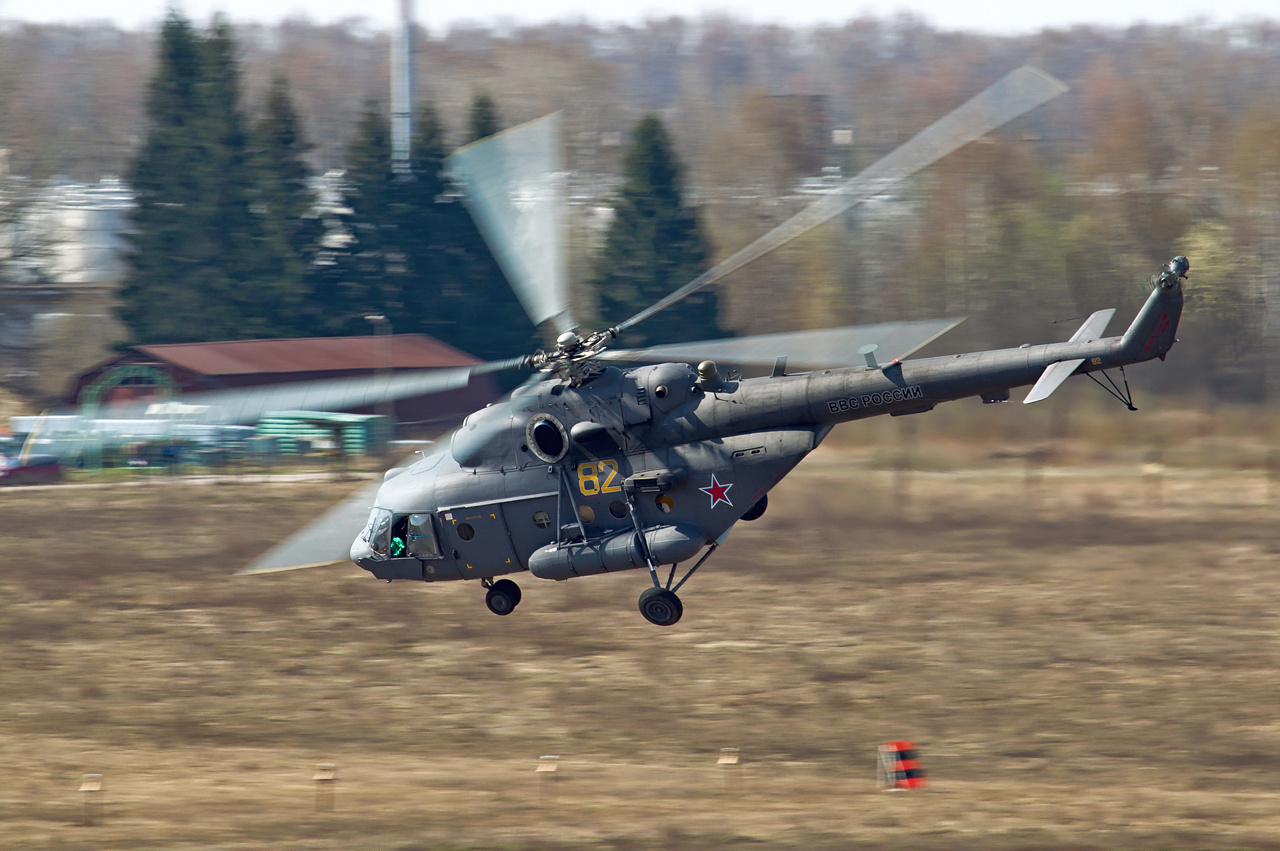
Мі-8МТВ-5
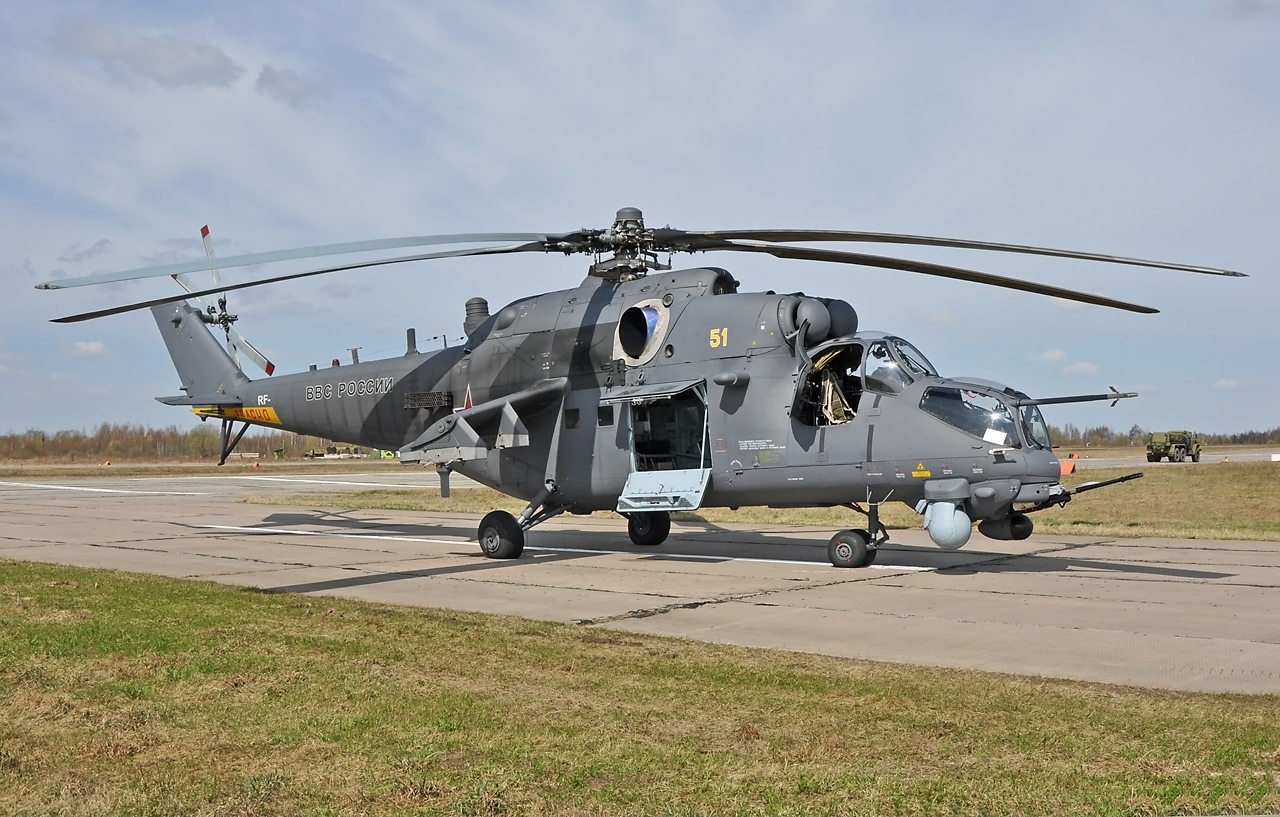
Mi-35M
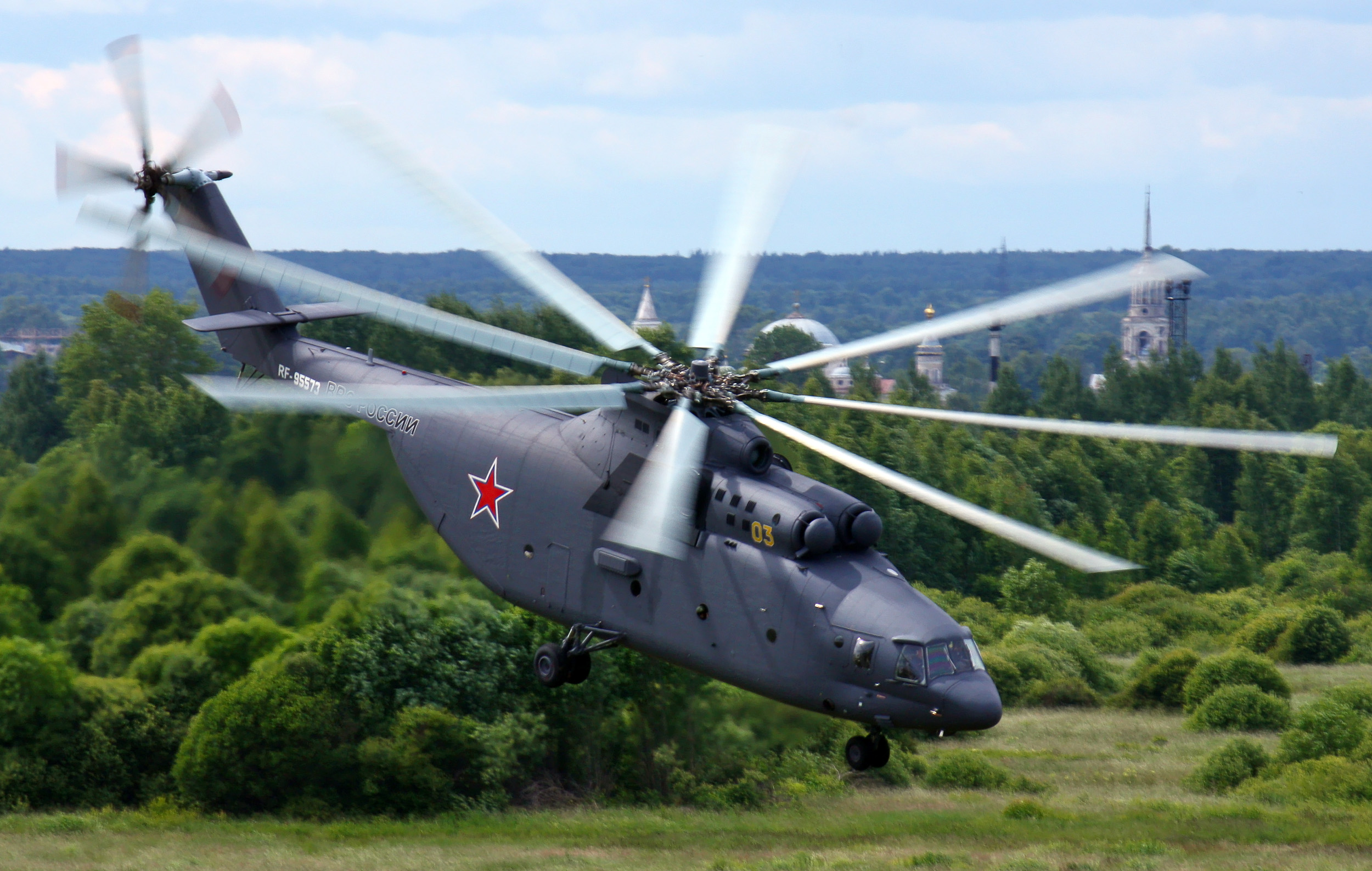
Мі-26